# 아이부 사키
아이부 사키(相武紗季, 1985년 6월 20일 ~)는 일본의 배우이다. 어머니는 다카라즈카 가극단 출신이고, 언니는 현재 다카라즈카 가극단에서 활동 중이다. 2008년에는 《2008년 하계 올림픽》 후지 TV 특별 캐스터로도 활동했다.

## 출연

### 드라마
- 워터 보이즈 (2003년) - 하야카와 아츠미 역
- 라이온 선생 (2003년) - 오노하라 아야 역
- 사랑스런 그대에게 (2004년) - 아가와 마리 역
- 힘 좀 냅시다요 (2005년) - 야노 리에 역
- 어텐션 플리즈 (2006년) - 와카무라 야요이 역
- 레가타 (2006년) - 오다기리 미사오 역
- 화려한 일족 (2007년) - 만표 츠기코 역
- 어텐션 플리즈 스페셜 - 요코, 하와이에 가다 (2007년) - 와카무라 야요이 역
- 소에게 부탁을 (2007년) - 후지이 아야카 역
- 우타히메 (2007년) - 키시다 스즈 역
- 절대그이 (2008년) - 이자와 리이코 역
- 트라이앵글 (2009년) - 고다 유이 역
- 천지인 (2009년) - 우에스기 카게토라의 부인・하나히메(세이엔인) 역
- 절대그이 스페셜 (2009년) - 이자와 리이코 역
- 미스터 브레인 (2009년, TBS) - 고토 메구미 역 (제3화 특별 출연)
- 버저 비트 (2009년, 후지 TV) - 나나미 나츠키 역
- 우리집의 역사 (2010년) - 미소라 히바리 역
- 도망변호사 나리타 마코토 (2010년, 후지 TV) - 아사노 시호 역 (제 3화 특별 출연)
- 리바운드 (2011년) - 오오바 노부코 (부-코) 역
- 가정부 미타 (2011년) 유키 우라라 역
- 리치 맨, 푸어 우먼 (2012년) 아사히나 요코 역
- 오토메상 (2013년) 미즈사와 리리카 역
- 미스 파일럿 (2013년) 오다 치사토 역

### 영화
- 녹차의 맛 (2004년)
- 한큐전차 (2011년)

### 성우
- 영화 도라에몽 노비타의 신 마계대모험 (2007년) 미요코 역